# Dasypoda leucoura
Dasypoda leucoura is een vliesvleugelig insect uit de familie Melittidae. De wetenschappelijke naam van de soort is voor het eerst geldig gepubliceerd in 1882 door Rudow.